# Devil's Gate

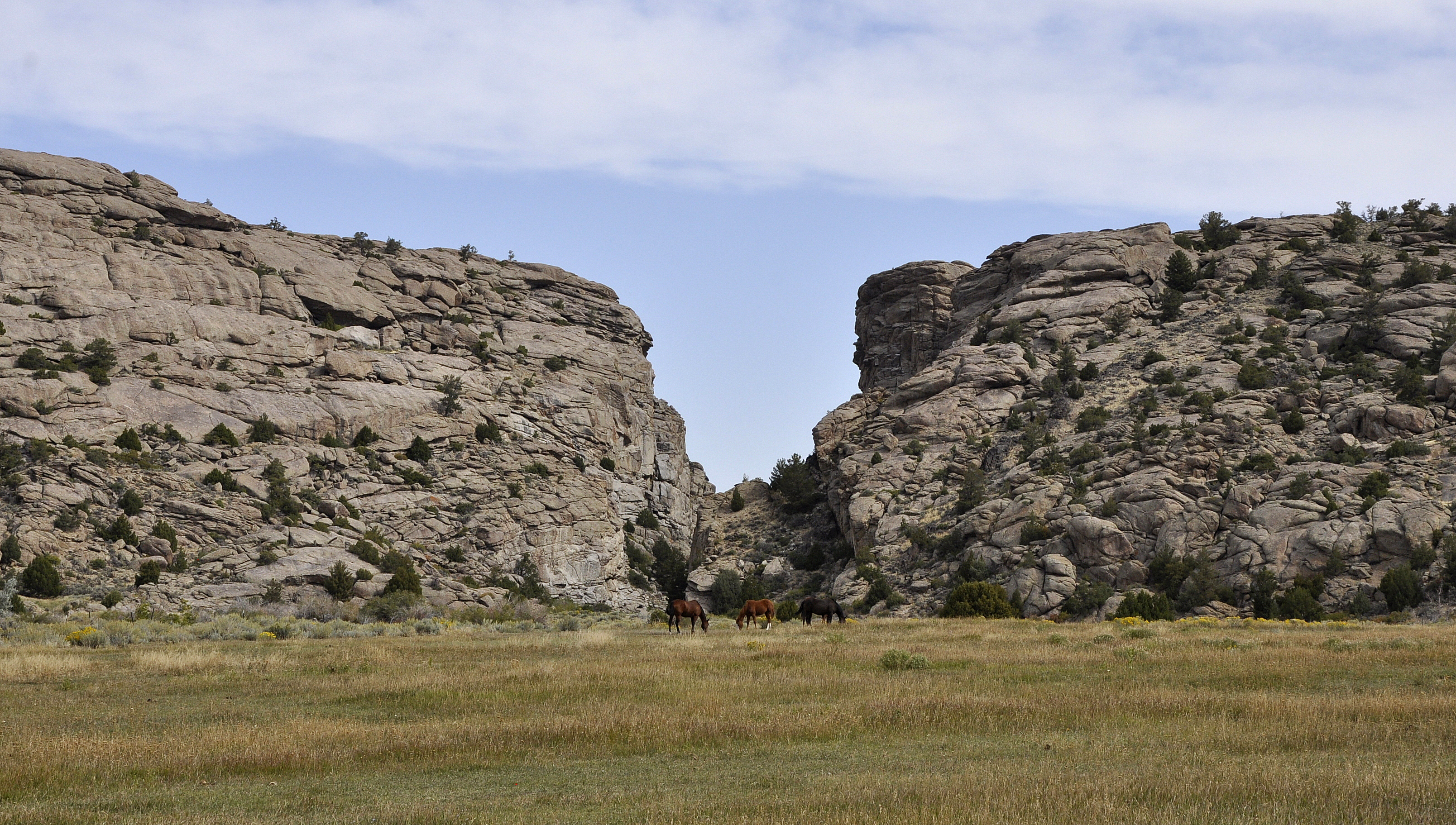
Devil's Gate

Devil's Gate (Nederlands: Poort van de duivel) is een natuurlijke rotsformatie, een kloof gevormd door de Sweetwater River in de Amerikaanse staat Wyoming. Devil's Gate ligt 30 km westwaarts van Independence Rock. Zoals Independence Rock, Split Rock en Register Cliff was Devil's Gate een herkenningspunt voor de migranten op hun tocht naar het Westen. Zowel migranten die de Oregon Trail, de California Trail en de Mormon Trail volgden, zagen Devil's Gate op hun tocht.
De Sweetwater River veranderde zijn loop niet toen het terrein omhoog werd geduwd maar sleet zich een weg door de rotsformatie. De kloof is ongeveer 120 m diep en 300 m lang terwijl hij aan de basis maar 10 m breed is en 100 m bovenaan.
Pieter-Jan De Smet die de plek in 1841 bezocht schreef dat hij de duivelspoort liever weg naar de hemel had genoemd. Een aantal legendes over Devil's Gate zijn bekend waaronder ook een indiaanse. Men neemt aan dat ongeveer 20 pioniers hier werden begraven alhoewel alleen het graf van Frederick Fulkerson uit 1847 te zien is. Deze zeventienjarige was de North Platte bij Casper overgezwommen en overleed aan de gevolgen. Het is een van de oudst bekende graven op de Oregon Trail. Een paar weken later overleden zowel zijn moeder als een schoonbroer door een koortsaanval.